# Роттсли, Джон, 2-й барон Роттсли
Джон Роттсли, 2-й барон Роттсли (англ. John Wrottesley, 2nd Baron Wrottesley, 5 августа 1798 — 27 октября 1867) — английский астроном.

## Биография
Джон Роттсли — носитель наследственного титула барона Роттсли, который унаследовал от отца, Джона Роттсли, 1-го барона Роттсли. Он стал преемником своего отца в баронстве 16 марта 1841 года. 28 июля 1821 года Джон Роттсли женился на Элизабет-Софье, третьей дочери Томаса Джиффарда из Чиллингтона, графство Стаффордшир. В браке у них было пять сыновей и две дочери. Двое младших сыновей — Генри и Кэмерон умерли при родах. Титул барона Роттсли унаследовал сын Джона, Артур (1824—1910). Третий сын Джона — Джордж Роттсли был военным, участвовал в Крымской войне.
Джон Роттсли был известным астрономом, одним из основателей Королевского астрономического общества и его президентом в 1841—1842 годах. В 1839 году он получил золотую медаль Королевского астрономического общества за каталог прямых восхождений 1318 звезд. В 1854—1858 годах был президентом Лондонского королевского общества. В 1853 году Роттсли обратил внимание Палаты лордов на важные работы американского метеоролога Мэтью Мори.
Лорд Роттсли умер в октябре 1867 года, в возрасте 69 лет.
В его честь назван кратер на Луне.